# Přirozená tónová řada
Pojmem přirozená tónová řada se u žesťových nástrojů míní sled alikvotních tónů, které je možno záhrát bez použití ventilů či snižce. Tón se zvýší při použití silnějšího nátisku rtů na nátrubek. Při opakovaném zvyšování nátisku pak zazní tato přirozená řada. Až do vynálezu rotační a périnetové mechaniky v 19. století nebylo možné zahrát chromatickou řadu tónů na jiný nástroj než na pozoun, který toto vyřešil již ve středověku. 
Se zvyšující se polohou (relativně pro daný nástroj) se intervaly mezi přirozenými tóny zmenšují - kvinta, kvarta, velká tercie, malá tercie, ... Které tóny řada obsahuje závisí na ladění nástroje (např. nástroj laděný v B (pozoun, trubka...) má znějící přirozenou řadu tyto tóny: B, F, B, D, F a tak dále. U nástroje laděného v C je to: C, G, C, E, G...). Konec přirozené řady je obtížno určit, neboť závisí na typu a kvalitě nástroje a na hráčských dovednostech každého jednotlivce. 
Bez použití mechaniky je možné zvláštní technikou nátisku zahrát taktéž takzvané "pedálové tóny" - běžně nepoužívané zvuky hluboko (oktávu) pod běžným rozsahem nástroje. 